# Referèndum constitucional d'Irlanda de 2004
La vint-i-setena esmena de la Llei constitucional de 2004 (anteriorment el projecte de llei núm. 15 de 2004) va esmenar la Constitució d'Irlanda per limitar el dret constitucional a la ciutadania irlandesa de les persones nascudes a l'illa d'Irlanda als fills de ciutadans irlandesos.
Va ser aprovat per referèndum l'11 de juny de 2004 i signada com a llei el 24 juny del mateix any. Va afectar en part els canvis fets a la Constitució per la dinovena esmena que es va aprovar com a part de l'Acord del Divendres Sant.